# Bert Blase

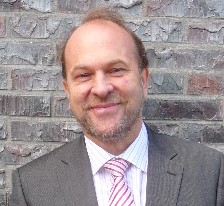
Bert Blase

Adriaan Bert Blase (* 14. April 1959 in Eindhoven) ist ein niederländischer Politiker der Code Oranje.

## Werdegang
Blase studierte an der Universität Wageningen, verließ diese aber ohne Abschluss.
Er war von 1998 bis 2009 Gemeinderatsmitglied und Fraktionsvorsitzender in Papendrecht. Seit 2009 ist er Bürgermeister von Alblasserdam. Im April 2012 übernahm er zusätzlich kommissarisch das Amt des Bürgermeisters von Hardinxveld-Giessendam.
Im August 2014 übernahm er kommissarisch das Amt des Bürgermeisters von Vlaardingen und in 2017 von Heerhugowaard.

## Werke
- Over kinderen en opvoeding, Stichting Innerlijk Leven, Den Bosch, 1990, ISBN 90-73492-01-7
- Innerlijk leven, Stichting Innerlijk Leven, Den Bosch, 1990, ISBN 90-73492-02-5
- Innerlijke verkenning, Stichting Innerlijk Leven, Den Bosch, 1990, ISBN 90-73492-03-3
- ‘n Zee van licht, Hesperia, Rotterdam, 1992, ISBN 90-71505-08-1
- Messias gezocht, Sigma, Tilburg, 2005, ISBN 90-6556-237-0
- Zilver water: een magisch-realistische novelle, Schors, Amsterdam, 2007, ISBN 978-90-6378-732-5
- In Statu Nascendi - Kroniek van een familiegeheim, Publiera Haarlem, 2010, ISBN 978-90-807794-2-6
- Burgemeester van Beroep, Het Boekenschap, 2011, ISBN 978-94-90085-18-6